# Karen Fukuhara
Karen Fukuhara (Japans: 福原かれん; Fukuhara Karen) (Los Angeles, 10 februari 1992) is een Amerikaanse actrice, vooral bekend van haar rollen als Tatsu Yamashiro / Katana in de superheldenfilm Suicide Squad uit 2016 en als Kimiko Miyashiro in de Prime Video originele serie The Boys (2019-heden).

## Levensloop
Fukuhara werd geboren in Los Angeles en is van Japanse komaf. Haar eerste taal was Japans en ze ging 11 jaar op zaterdag naar de Japanse taalschool. Ze heeft een jongere broer. Fukuhara begon karate te beoefenen op de middelbare school en kreeg een bruingestreepte riem voordat ze naar de universiteit ging.
Fukuhara studeerde aan de Universiteit van Californië - Los Angeles (UCLA) terwijl ze werkte als verslaggeefster voor een sportshow op NHK in Japan. Ze was lid van de a capella-groep Medleys, met onder meer collega-actrice Kelly Marie Tran. Fukuhara studeerde in 2014 af aan de UCLA met een Bachelor of Arts in sociologie en een minor in theater.
Voorafgaand aan haar acteerdebuut had Fukuhara verschillende deeltijdbanen, waaronder als vertaler, ondertiteleditor en serveerster in een sushi-restaurant met een reggaethema. In de Cartoon Network-serie Craig of the Creek uitte Fukuhara de personages Sewer Queen en Alexis. In 2022 speelde ze samen met Brad Pitt in de komische actiefilm Bullet Train.